# Luca Giustolisi
Luca Giustolisi, né le 13 mars 1970 à Trieste (Frioul-Vénétie Julienne) et mort le 14 septembre 2023, est un joueur de water-polo italien.
Avec l'équipe d'Italie, il remporte la médaille de bronze aux Jeux olympiques de 1996 à Atlanta.